# العقبة (الناحية)

تعديل مصدري - تعديل

العقبة محلة تابعة لقرية الحمراء، التابعة لعزلة الناحية بمديرية حبيش إحدى مديريات محافظة إب في الجمهورية اليمنية، بلغ تعداد سكانها 58 حسب تعداد اليمن لعام 2004.